# تپه شهر سمام
تپه شهر سمام مربوط به دوران‌های تاریخی پس از اسلام است و در شهرستان املش، بخش رانکوه، روستای شهر سمام واقع شده و این اثر در تاریخ ۲ آبان ۱۳۸۲ با شمارهٔ ثبت ۱۰۶۶۶ به‌عنوان یکی از آثار ملی ایران به ثبت رسیده است.